# 諏訪神社 (板橋区)
諏訪神社（すわじんじゃ）は、東京都板橋区にある神社。地名を冠して、赤塚諏訪神社（あかつかすわじんじゃ）とも。

## 概要
室町時代中期から戦国時代前期頃に創建された。赤塚城の鬼門除けのために城主千葉自胤が諏訪大社を勧請したという。下赤塚村の鎮守であった。
1630年（寛永7年）頃に十羅刹女を配祀したが、明治の神仏分離により、仏教系の十羅刹女は排除されている。

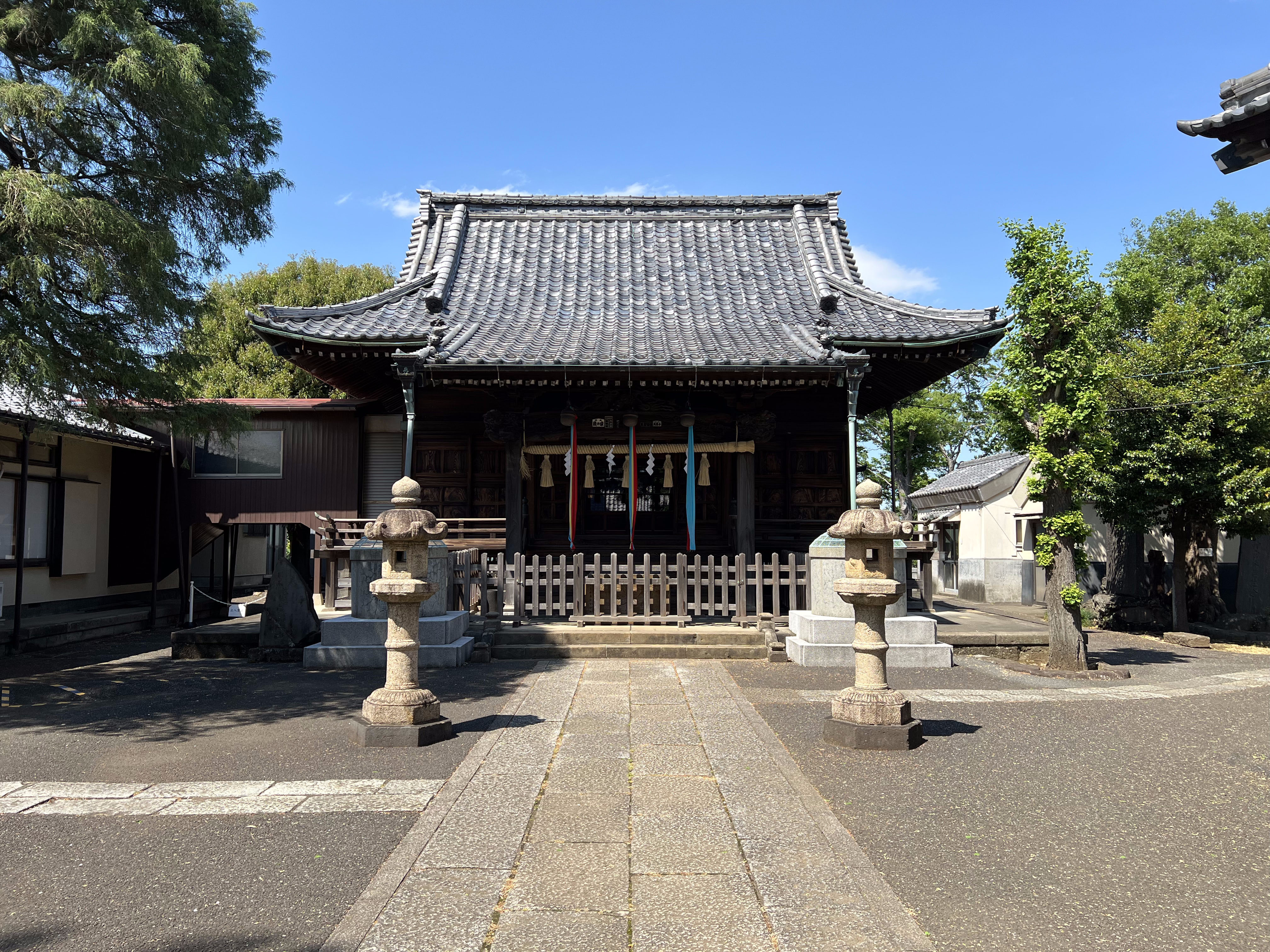
拝殿

## 田遊び
当社には、毎年2月13日に行われる「田遊び」という神事がある。これは、この年の五穀豊穣を祝う予祝芸能と呼ばれるものである。1976年（昭和51年）に、徳丸北野神社の田遊びとともに、「板橋の田遊び」として国の重要無形民俗文化財の指定を受けた。

## 摂末社
- 三社様（稲荷神社、薬師神社、大原神社を合祀した。）
- 秋葉神社
- 御嶽神社
- 須賀神社

## 氏子区域
- 赤塚1～2丁目、6～8丁目
- 大門
- 赤塚新町全域

## 交通アクセス
- 新高島平駅より徒歩10分。

## 兼務社
諏訪神社宮司の兼務社は以下の通り。
- 赤塚氷川神社（本務社）
- 赤塚八幡神社
- 篠塚稲荷神社
- 成増菅原神社